# Радио Ваня
Радио Ваня — радиостанция из Санкт-Петербурга, которая начала работать с 3 августа 2007 года.
Радиостанция работает в Санкт-Петербурге, Ленинградской области и в ряде других регионов Российской Федерации.

## История
Вещание станции началось с 3 августа 2007 года. Вместе с Радио для двоих и Питер FM принадлежит предпринимателям Сергею Ямщикову и Андрею Данилову, которые также основали и до 2014 года владели станцией «Дорожное радио».

## Формат
Первоначально в эфире станции были только русскоязычные песни, иногда их содержание было «на грани фола». В 2012 году произошла смена формата в сторону отечественной и танцевальной поп-музыки с 1980-х годов по сегодняшнее время и самых популярных зарубежных песен за 1980—2010 годы. В 2020 году произошла смена формата на отечественную поп-музыку с 2000-х по сегодняшнее время и самых популярных зарубежных песен за 1995—2022 годы. Соотношение русскоязычной и зарубежной музыки — 80/20 %.                       С 3 декабря 2022 года из эфира убрали все зарубежные песни, формат музыки стал похож на Радио Мир. Но с 2024 года зарубежные песни звучат в сокращенном варианте. 

## Программы
С 2018 года программа по заявкам «Всем привет на радио Ваня» выходит теперь только в Кирове по пятницам с 21:00 до 22:00 и в праздничные дни и выходные с 13:00 до 14:00 и с 21:00 до 22:00 по московскому времени и в Самаре каждый день с 13:00 до 14:00 и с 20:00 до 21:00 часов по Самарскому времени.

Программа утреннее шоу «Батарейки» выходит по будням с 7:00 до 11:00 по Московскому времени, ведущие Варвара Пивоварова и Алексей Акопов.
Драйв шоу «Один за всех» выходит по будням с 15:00 до 20:00 по Московскому времени, ведущий Андрей Шмурай.

## Популярность
По данным TNS Russia за ноябрь 2014 — январь 2015 года, среднесуточная аудитория «Радио Ваня» в Ленинградской области составляла 90 тыс. человек (36 место), в сентябре 2015 года — 83,1 тыс. человек (27 место).

## Награды
- «Radiostation Awards» — «Лучшая поп-радиостанция» (2014[6]).
- «Radiostation Awards» — «Лучшая танцевальная радиостанция» (2015[6]).